# Saint-Lieux-Lafenasse
Saint-Lieux-Lafenasse korábbi község Franciaország Okcitánia régiójában, Tarn megyében. Lakosainak száma 458 fő (2018. január 1.). Saint-Lieux-Lafenasse Montredon-Labessonnié, Réalmont, Ronel, Roumégoux, Saint-Antonin-de-Lacalm és Vénès községekkel határos.
2019. január 1-jén öt másik korábbi községgel egyesült és az így létrejött Terre-de-Bancalié új község része lett.

## Népesség
A település népessége az elmúlt években az alábbi módon változott:
| Lakosok száma | 448  | 454  | 466  | 457  | 458  |
|               | 2013 | 2015 | 2016 | 2017 | 2018 |